# Александър от Линкестида
Вижте пояснителната страница за други личности с името Александър.
Александър от Линкестида (на старогръцки: Ἀλέξανδρος) е македонски благородник и военачалник на Александър III Македонски.

## Биография
Александър е син на военачалника Ероп от Линкестида в Горна Македония. Между неговите прародители се намират вероятно няколко македонски царе, които узупират трона против легитимната царска фамилия на Аргеадите.
След убийството на цар Филип II Македонски от Павзаний (336 г. пр. Хр.) Александър Велики се стреми бързо да осигури трона си против всички други претенденти и отстранява множество съперници. Така също са екзекутирани Херомен и Архабай, двамата по-големи братя на Александър от Линкестида, в деня на погребението на Филип II, заради вероятно участие в убийството на Филип II. Александър от Линкестида е оставен жив, понеже признава веднага Александър Велики за новия цар. Един негов племенник Неоптолем († 334 г. пр. Хр. пред Халикарнас) бяга в двора на персийския велик цар в Персеполис.. Другият му племенник Аминта († 333 г. пр. Хр.) става генерал на Александър Велики.
От новия цар той е назначен за военен управител (стратег) на Тракия и води ръководи през 335 г. пр. Хр. тракийска войска за обсадата на Тива в Беотия.
На похода в Азия Александър от Линкестида поема след битката при Граник 334 г. пр. Хр. от Калас командването на тесалийската конница. По време на последвалата обсада на Халикарнас генерал Парменион хваща кореспонденция на персийския велик цар Дарий III до Александър, която разкрива заговор за убийство на Александър Велики. В нея великият цар обещава на Александър от Линкестида 1000 сребърни таленти и македонското царство. Той е арестуван, но не го екзекутират, вероятно заради неговия тъст Антипатър. Едва по времето на случая против Филота 330 г. пр. Хр. случаят Александър става отново актуален. Македонският цар нарежда неговата екзекуция, вероятно понеже е потенциален претендент, заедно с други виновници.
През 334 г. пр. Хр. Александър Велики назначава за негов наследник Мемнон.